# 吉沢太陽
吉沢 太陽（よしざわ たいよう、2003年1月19日 - ）は、日本の俳優であり、スターダストプロモーション制作3部所属。東京都出身。

## 出演

### テレビドラマ
- 花子とアン（2014年3月 - 9月、NHK）
- 撃てない警官 第4話（2016年1月30日、WOWOW）
- 牙狼＜GARO＞ 魔戒列伝 特別篇 阿修羅（2016年7月1日、TX）
- PTAグランパ!（2017年4月23日、NHK BSプレミアム）
- セシルのもくろみ 第3話～（2017年7月27日、フジテレビ） - 浜口瞬 役
- 刑事ゆがみ 第8話（2017年11月30日、フジテレビ） - 猿渡実 役

### 映画
- ストレイヤーズ・クロニクル（2015年） -  寛人(幼少期)役
- 海よりもまだ深く（2016年） - 真悟 役
- HiGH&LOW THE RED RAIN（2016年） - 雨宮広斗（少年期） 役
- ラストレシピ〜麒麟の舌の記憶〜（2017年） - 佐々木充（15歳時） 役
- 神さまの轍-CHECKPOINT OF THE LIFE-（2018年）
- 「どちらを選んだのかはわからないが　どちらかを選んだことははっきりしている」（第71回カンヌ国際映画祭 短編コンペティション部門ノミネート作品）脚本・監督：佐藤雅彦／川村元気／c-project

### CM
- Panasonic「ヘアドライヤーナノケア」（2015年）
- 三井のリハウス「未来の息子篇（Web限定）」

## 受賞
- 第31回 高崎映画祭 最優秀新人男優賞 （『海よりもまだ深く』）